# Water Babies
Water Babies je studiové album amerického jazzového trumpetisty Milese Davise, vydané v listopadu roku 1976 prostřednictvím hudebního vydavatelství Columbia Records. Album vyšlo poté, co se Davis v roce 1975 přestal věnovat hudbě a obsahuje nahrávky pořízené v letech 1967 a 1968. První nahrávací frekvence proběhly ve dne 7., 13. a 23. června 1967 v newyorském studiu společnosti Columbia; další pak od 11. do 12. listopadu následujícího roku na stejném místě. Producentem veškerých nahrávek byl Teo Macero.

## Seznam skladeb

### Původní vydání (LP)
| Strana 1 | Strana 1     | Strana 1      | Strana 1 |
| Pořadí   | Název        | Autor         | Délka    |
| -------- | ------------ | ------------- | -------- |
| 1.       | Water Babies | Wayne Shorter | 5:06     |
| 2.       | Capricorn    | Shorter       | 8:26     |
| 3.       | Sweet Pea    | Shorter       | 7:59     |

| Strana 2       | Strana 2                                  | Strana 2                   | Strana 2 |
| Pořadí         | Název                                     | Autor                      | Délka    |
| -------------- | ----------------------------------------- | -------------------------- | -------- |
| 4.             | Two Faced                                 | Shorter                    | 18:00    |
| 5.             | Dual Mr. Anthony Tillmon Williams Process | Miles Davis, Tony Williams | 13:20    |
| Celková délka: | Celková délka:                            | Celková délka:             | 53:05    |

### Reedice z roku 2002 (CD)
| Pořadí         | Název                                     | Autor           | Délka |
| -------------- | ----------------------------------------- | --------------- | ----- |
| 1.             | Water Babies                              | Shorter         | 5:06  |
| 2.             | Capricorn                                 | Shorter         | 8:26  |
| 3.             | Sweet Pea                                 | Shorter         | 7:59  |
| 4.             | Two Faced                                 | Shorter         | 18:00 |
| 5.             | Dual Mr. Anthony Tillmon Williams Process | Davis, Williams | 13:20 |
| 6.             | Splash                                    | Davis           | 10:05 |
| Celková délka: | Celková délka:                            | Celková délka:  | 63:10 |

## Obsazení
- Miles Davis – trubka
- Wayne Shorter – tenorsaxofon, sopránsaxofon
- Chick Corea – elektrické piano
- Herbie Hancock – elektrické piano
- Ron Carter – kontrabas
- Dave Holland – kontrabas
- Tony Williams – bicí